# Даррешехр
Дарреше́хр (перс. دره شهر‎) — город на западе Ирана, в провинции Илам. Административный центр шахрестана Даррешехр.
На 2006 год население составляло 18 214 человек. Город является значимым региональным сельскохозяйственным центром, а его окрестности богаты лесами.
Альтернативное название: Дарре-йе-Шехр (Darreh-ye Shahr).

## География
Город находится на востоке Илама, в горной местности западного Загроса, на высоте 661 метров над уровнем моря.
Даррешехр расположен на расстоянии приблизительно 100 километров к юго-востоку от Илама, административного центра провинции и на расстоянии 450 километров к юго-западу от Тегерана, столицы страны.

## История
Между современным Даррешехром и местечком Бехменабад лежат руины одноимённого древнего полиса, относящегося к эпохи правления династии Сасанидов. В структуре руин хорошо различимы остатки арок, зданий, улиц и переулков, образующих кварталы древнего города.